# Raimo Kangro
Raimo Kangro (* 21. September 1949 in Tartu; † 4. Februar 2001 in Ruila) war ein estnischer Komponist.

## Leben und Werk
Raimo Kangro studierte bis 1973 Komposition am Staatlichen Tallinner Konservatorium (heute Estnische Musik- und Theaterakademie), anfangs bei Jaan Rääts und später bei Eino Tamberg. 1975/76 war er musikalischer Leiter beim estnischen Fernsehen. Von 1977 bis 1985 war er Konsultant der Komponistenvereinigung der Estnischen SSR (Eesti NSV Heliloojate Liit). Ab 1993 war er Direktor der Estnischen Musikstiftung (Eesti Muusikafond). Ab 1989 unterrichtete er an der Estnischen Musikakademie Komposition, seit 1993 mit dem Titel eines Dozenten.
Raimo Kangro ist international vor allem als Komponist bekannt geworden. Kangro war einer der produktivsten Komponisten von Kammermusik in Estland. Seine Musik wird als kraftvoll und impulsiv beschrieben. Seine Werke sind meist voller rhythmischer Energie und mit großem Gefühl für Klangfarben.
1982 wurde Raimo Kangro der Staatspreis der Estnischen SSR, 1994 der Titel eines Verdienten Kunstschaffenden der Estnischen SSR und 1996 der Kulturpreis der Republik Estland verliehen.

## Werke (Auswahl)
- Imelugu (Oper, 1974)
- Credo (Oratorium, 1977)
- Ooperimäng (Kinderoper, 1977)
- Põhjaneitsi (Rockoper, 1980)
- Ohver (Oper, 1981)
- Saabastega kass (Musical, 1981)
- Helin (sinfonisches Gedicht, 1985)
- Sensatsioon (Rockoper, 1986)
- Uku ja Ecu (Oper, 1998)
- Süda (Oper, 1999)

Daneben schrieb Kangro unter anderem drei Konzerte für zwei Klaviere (1978, 1988, 1992), ein Flöten-, zwei  Klavier-, ein Violin- und ein Fagottkonzert, ein Klaviertrio sowie zahlreiche Bühnen und Filmmusiken.

## Privatleben
Raimo Kangro war mit der estnischen Schriftstellerin Leelo Tungal (* 1947) verheiratet. Ihre Tochter ist die Schriftstellerin Maarja Kangro (* 1973).

## Diskografie
- Kalle Randalu, piano: Piano Konzert Nr. 2., op.60; Display VIII Porträt Schuberts, op.42; Access, op 59. Artes Edition, Bühl/Baden 2001.